# アニエール

アニエールの紋章

アニエール Anièresはスイス連邦、ジュネーヴ州のレマン湖左岸に面した基礎自治体(コミューンcommune)。ジュネーヴ州のエルマンス、コルジエに挟まれ、フランス、オート＝サヴォワ県と国境で接している。

## データ
- 面積:3.85 km²
- 人口:2412人(2008年1月)